# 師級指揮員
师级指挥员（俄語：комдив）是苏联军队在1935至1940年间曾使用过一个军衔。被委以师级部队指挥权的军事人员也可被称为“师级指挥员”。
在1940年之前，师级指挥员是红军中第四高的军衔，与所有军种的政治人员中的“师级政委”（дивизионный комиссар）平级，也与海军中的“二级分舰队指挥员”（флагман 2-го ранга）平级，还与“国家安全高级少校”（старший майор государственной безопасности）平级。1940年，红军重新引进常规将官军衔，师级指挥员这一军衔被中將所取代。